# Rävtörel
Rävtörel (Euphorbia peplus) är en växtart i familjen törelväxter. 